# Клінтон (Луїзіана)
Клінтон (англ. Clinton) — місто (англ. town) в США, в окрузі Іст-Фелісіана штату Луїзіана. Населення — 1340 осіб (2020).

## Географія
Клінтон розташований за координатами 30°51′42″ пн. ш. 91°0′56″ зх. д. / 30.86167° пн. ш. 91.01556° зх. д. (30.861679, -91.015454).  За даними Бюро перепису населення США в 2010 році місто мало площу 7,14 км², з яких 7,10 км² — суходіл та 0,04 км² — водойми.

## Демографія
Згідно з переписом 2010 року, у місті мешкали 1653 особи в 666 домогосподарствах у складі 432 родин. Густота населення становила 231 особа/км².  Було 740 помешкань (104/км²).
Расовий склад населення:
| - 59,4 % — чорних або афроамериканців - 38,1 % — білих - 0,6 % — азіатів - 0,3 % — корінних американців |

До двох чи більше рас належало 1,6 %. Частка іспаномовних становила 1,2 % від усіх жителів.
За віковим діапазоном населення розподілялося таким чином: 25,4 % — особи молодші 18 років, 60,6 % — особи у віці 18—64 років, 14,0 % — особи у віці 65 років та старші. Медіана віку мешканця становила 38,2 року. На 100 осіб жіночої статі у місті припадало 86,8 чоловіків;  на 100 жінок у віці від 18 років та старших — 78,7 чоловіків також старших 18 років.
Середній дохід на одне домашнє господарство  становив 46 929 доларів США (медіана — 31 972), а середній дохід на одну сім'ю — 52 785 доларів (медіана — 39 712). За межею бідності перебувало 34,0 % осіб, у тому числі 59,5 % дітей у віці до 18 років та 18,5 % осіб у віці 65 років та старших.
Цивільне працевлаштоване населення становило 571 особа. Основні галузі зайнятості: освіта, охорона здоров'я та соціальна допомога — 44,3 %, публічна адміністрація — 10,7 %, роздрібна торгівля — 7,0 %, фінанси, страхування та нерухомість — 6,8 %.